# Fritz-William Michel
Fritz-William Michel (nacido en 1980) es un político haitiano, designado primer ministro en funciones de Haití el 22 de julio de 2019.
El Parlamento de Haití anunció que su ratificación como primer ministro oficial se retrasaría indefinidamente, nunca llegando a asumir. Anteriormente fue Contador Jefe en el Ministerio de Economía y Finanzas de 2009 a 2011.